# Рауль Асенсіо
Рауль Асенсіо дель Росаріо (ісп. Raúl Asencio del Rosario; 13 лютого 2003) — іспанський футболіст, захисник клубу «Реал Мадрид».

## Кар'єра
Рауль розпочинав свою кар'єру на рідних Канарських островах у клубах «Ветеранос дель Пілар» та «Лас-Пальмас», а 2017 року увійшов у систему мадридського «Реала». У дорослому футболі він дебютував у сезоні 2022/23, відігравши 29 матчів за «Інтернасьйональ» у Терсері. У 2023 році Рауля перевели в Кастілью, де він швидко став одним з лідерів оборони.
У сезоні 2024/25 став залучатися до ігор та тренувань головної команди «королівського клубу». Рауль дебютував за «Реал» 9 листопада 2024 року, замінивши травмованого Едера Мілітао на 30-й хвилині зустрічі з «Осасуною» у Прімері. 27 листопада захисник зіграв першу гру в єврокубках і в стартовому складі, повністю відігравши зустріч із «Ліверпулем» у Лізі чемпіонів.

## Досягнення
«Реал Мадрид»
- Володар Міжконтинентального кубка: 2024